# Vettisfossen

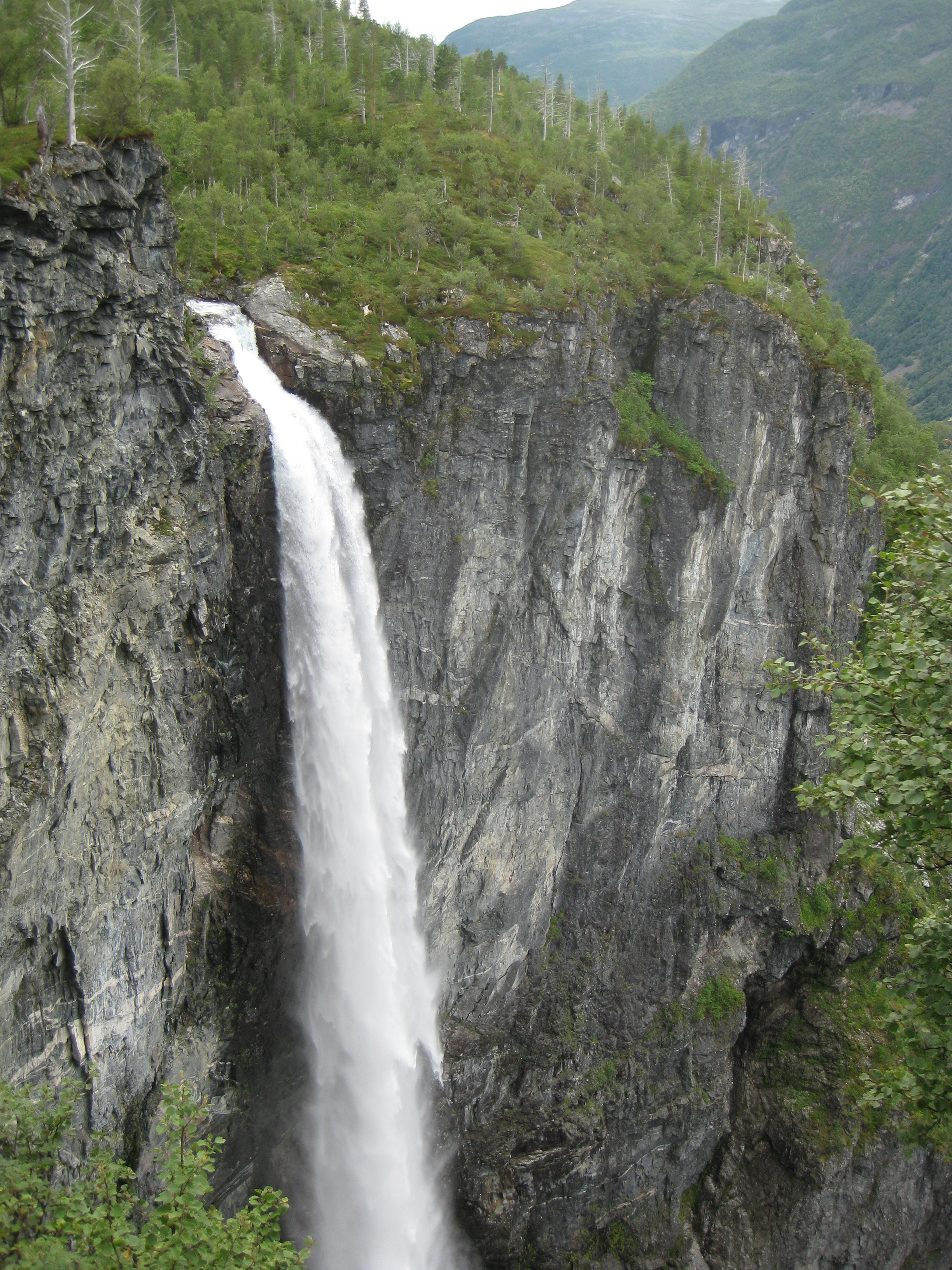
Der Vettisfossen von oben

Vettisfossen ist der Name eines Wasserfalls in Norwegen. Er befindet sich in der Kommune Årdal im Südwesten Jotunheimens. Vettisfossen ist Norwegens und Nordeuropas höchster unregulierter Wasserfall. Aus dem Vettismorki hat er einen freien Fall von 275 m. Er ist Teil des Flusssystems Morka-Koldedøla, das seine Quelle im Morka-Koldedalen hat und als Fluss Utla durch das Utladalen verläuft.
In Norwegen haben nur der Mardalsfossen, Ringedalsfossen und der Skykkjedalsfossen einen höheren freien Fall.
Der Vettisfossen wurde 1924 unter Naturschutz gestellt. Er ist ein beliebtes Touristenziel; der Fußweg von Hjelle, dem nächstgelegenen Ort, dauert etwa anderthalb Stunden.